# Empresa militar privada

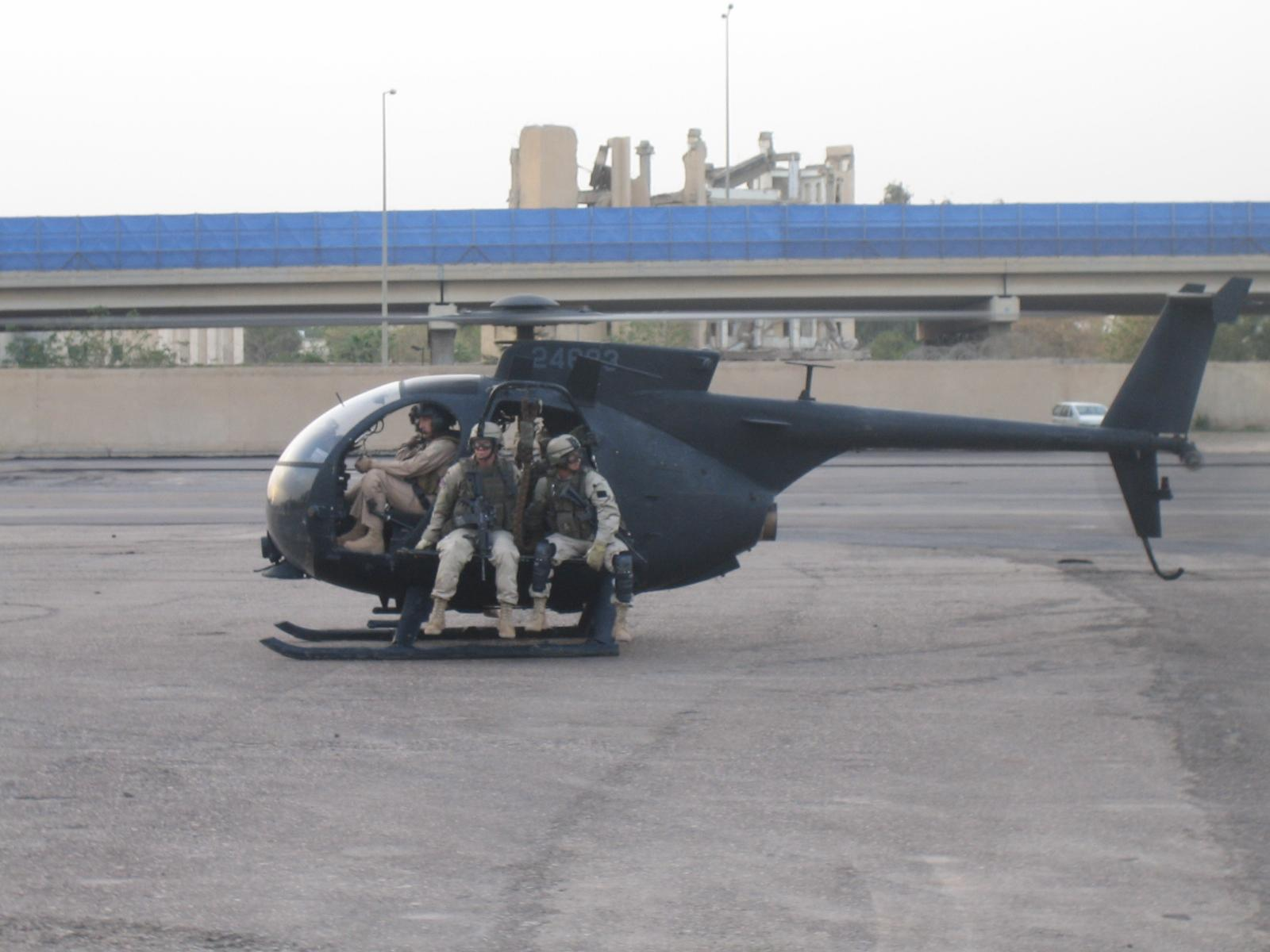
Miembros de la empresa Academi en un helicóptero Hughes OH-6 Cayuse

Logo de Academi, antigua Blackwater Worldwide, uno de los mayores contratistas privados de Estados Unidos

Se denominan empresas militares privadas o empresas proveedoras de servicios de defensa (en inglés: private military company, private military, security companies) a aquellas que ofrecen servicios o asesoramiento de carácter militar, y a veces son catalogadas o definidas como mercenarias ("soldados de alquiler"). Muchas de estas empresas son también conocidas como contratistas de seguridad privada, corporaciones militares privadas, empresas militares privadas, proveedoras de servicios militares y de manera más genérica, industria militar privada. En el argot militar son llamadas simplemente EPSD o PMC, iniciales en español e inglés respectivamente.
Los servicios y asesoramiento prestados son semejantes a los que un ejército o cuerpo policial dependientes de un gobierno pudiesen ofrecer, pero a menor escala. Estas empresas, por ejemplo, prestan entrenamiento a fuerzas locales dirigido a sustituir en un futuro a las fuerzas armadas, pero también son empleadas para ofrecer servicios de seguridad en un lugar concreto. Por lo tanto, las empresas militares privadas se concentran geográficamente en áreas conflictivas, preferentemente en escenarios de baja intensidad bélica o con enfrentamientos no convencionales, como la guerra de guerrillas. Sin embargo, los contratistas que usen la fuerza en una guerra podrían ser considerados, según el Derecho internacional, como combatientes ilegales, por lo que serían privados de derechos que sí tienen los soldados de un ejército. Pese a ello, el estatus jurídico de los contratistas militares es dudoso en algunos casos, ya que países como EE. UU. no son signatarios de la totalidad o parte de las convenciones internacionales que definen quién es un mercenario en caso de guerra y cuáles son sus derechos.
Las empresas militares privadas están presentes en países como Irak y Afganistán, prestando servicios de escolta y entrenamiento, o en Colombia, pilotando aviones y helicópteros que localizan y destruyen los cultivos de coca. La mayoría de los contratistas y empresas de este tipo son de origen estadounidense, requiriendo una licencia especial otorgada por su gobierno para poder operar.

## Denominación y estatus internacional
En ocasiones existe confusión sobre los nombres utilizados. Las empresas militares privadas son conocidas también como contratistas de defensa, si bien ese término se usa normalmente (y especialmente a nivel oficial) para designar únicamente a los empleados que trabajan en estas empresas privadas. 
Las empresas militares privadas entrarían en la categoría empresarial de contratistas de defensa o de la industria militar, en donde se encuentran multitud de empresas que suministran servicios y materiales de todo tipo (como pudiera ser logística, armamento o telecomunicaciones) en el contexto de la seguridad y defensa, siendo los clientes principales las fuerzas armadas. 
El Tercer Convenio de Ginebra no establece diferencias entre las empresas militares privadas y los contratistas de defensa, solo define una categoría llamada contratistas proveedores. A efectos legales, si estos contratistas proveedores están autorizados por un país en guerra para acompañarlos y prestar sus servicios (excluyendo el combate directo), serán tratados como prisioneros de guerra en el caso de ser capturados por el enemigo.

Son prisioneros de guerra, en el sentido del presente Convenio, las personas que, perteneciendo a una de las siguientes categorías, caigan en poder del enemigo:

(...)

4) las personas que sigan a las fuerzas armadas sin formar realmente parte integrante de ellas, tales como los miembros civiles de tripulaciones de aviones militares, corresponsales de guerra, proveedores, miembros de unidades de trabajo o de servicios encargados del bienestar de los militares, a condición de que hayan recibido autorización de las fuerzas armadas a las cuales acompañan, teniendo éstas la obligación de proporcionarles, con tal finalidad, una tarjeta de identidad similar al modelo adjunto;
Artículo 4.1.4 del Convenio de Ginebra relativo al trato debido a los prisioneros de guerra (Convenio III)

Por el contrario, si el contratista entra en combate será considerado como mercenario por los captores y perderá automáticamente los derechos derivados del estatus de prisionero de guerra.

1.  Los mercenarios no tendrán derecho al estatuto de combatiente o de prisionero  de guerra.
2.  Se entiende por mercenario toda persona:
(...)

c)  que tome parte en las hostilidades animada esencialmente por el deseo de obtener un provecho personal y a la que se haga efectivamente la promesa, por una Parte en conflicto o en nombre de ella, de una retribución material considerablemente superior a la prometida o abonada a los combatientes de grado y funciones similares en las fuerzas armadas de esa Parte;
Artículo 47: Mercenarios. Protocolo Adicional a los Convenios de Ginebra del 12 de agosto de 1949 relativo a la Protección  de las Víctimas de los Conflictos Armados Internacionales (Protocolo I)

Si los contratistas pasan a ser mercenarios, serán combatientes ilegales y perderán automáticamente los derechos derivados del estatus de prisionero de guerra, y aunque deben ser tratados con humanidad durante su cautiverio podrían ser condenados a muerte por un tribunal militar.

## Actuaciones significativas en el pasado
- Entre 1994 y 1995, contratistas de la empresa sudafricana Executive Outcomes estuvieron involucrados en dos operaciones de combate en África. En Angola lucharon al lado del gobierno local contra la guerrilla UNITA después de que se rompiera el acuerdo de paz auspiciado por la ONU. El otro escenario fue Sierra Leona, intentando contener el avance del Frente Revolucionario Unido, un grupo guerrillero. En ambos casos, las acciones de los contratistas fueron calificadas como exitosas, ya que en Angola fueron capaces de entrenar a 4000 soldados para defender las minas de diamantes y en Sierra Leona forzaron las negociaciones asegurando por consiguiente la continuidad del gobierno.
- En 1999, trabajadores de la empresa DynCorp estuvieron implicados en varios escándalos de tráfico de personas y armas en Bosnia.

## Estados Unidos
En los Estados Unidos son varios organismos públicos los que contratan los servicios de las empresas militares privadas:
El Departamento de Estado, tiene contratados varios servicios destinados a la escolta de altos cargos del gobierno y del ejército cuando se desplazan a regiones conflictivas de todo el planeta.
El Pentágono emplea a los contratistas para operaciones de apoyo y secundarias en los teatros de operaciones de las fuerzas armadas norteamericanas, como seguridad en edificios civiles, escolta de mandatarios, operaciones de vigilancia y entrenamiento en tácticas no convencionales. Algunos de los contratistas también participan indirectamente en los conflictos y combates como asesores militares de las fuerzas locales, generalmente mal entrenadas.
Durante el desastre del Huracán Katrina las empresas militares también estuvieron presentes, contratadas por el Departamento de Seguridad Nacional proporcionaron servicios de seguridad a otras empresas y organismos de emergencia (como el FEMA) en aquel escenario caótico. Existieron críticas sobre la actuación de los contratistas. Por un lado se sostuvo que su presencia contribuyó a pacificar la situación permitiendo las labores de auxilio, mientras que los detractores de este tipo de empresas argumentaron que en algunos momentos se excedieron de sus límites legales.
Por último, estas compañías también son contratadas para prestar sus servicios con regularidad dentro del territorio norteamericano, siempre y cuando estén autorizadas por la agencia pertinente. Después del 11 de septiembre de 2001, el miedo a un ataque terrorista dentro de sus fronteras ha permitido la proliferación de contratación de servicios destinados a la custodia de emplazamientos estratégicos, como centrales nucleares, puertos y aeropuertos. Este hecho dificulta distinguir a las empresas militares privadas de empresas de seguridad tradicionales.

## Presencia en Irak

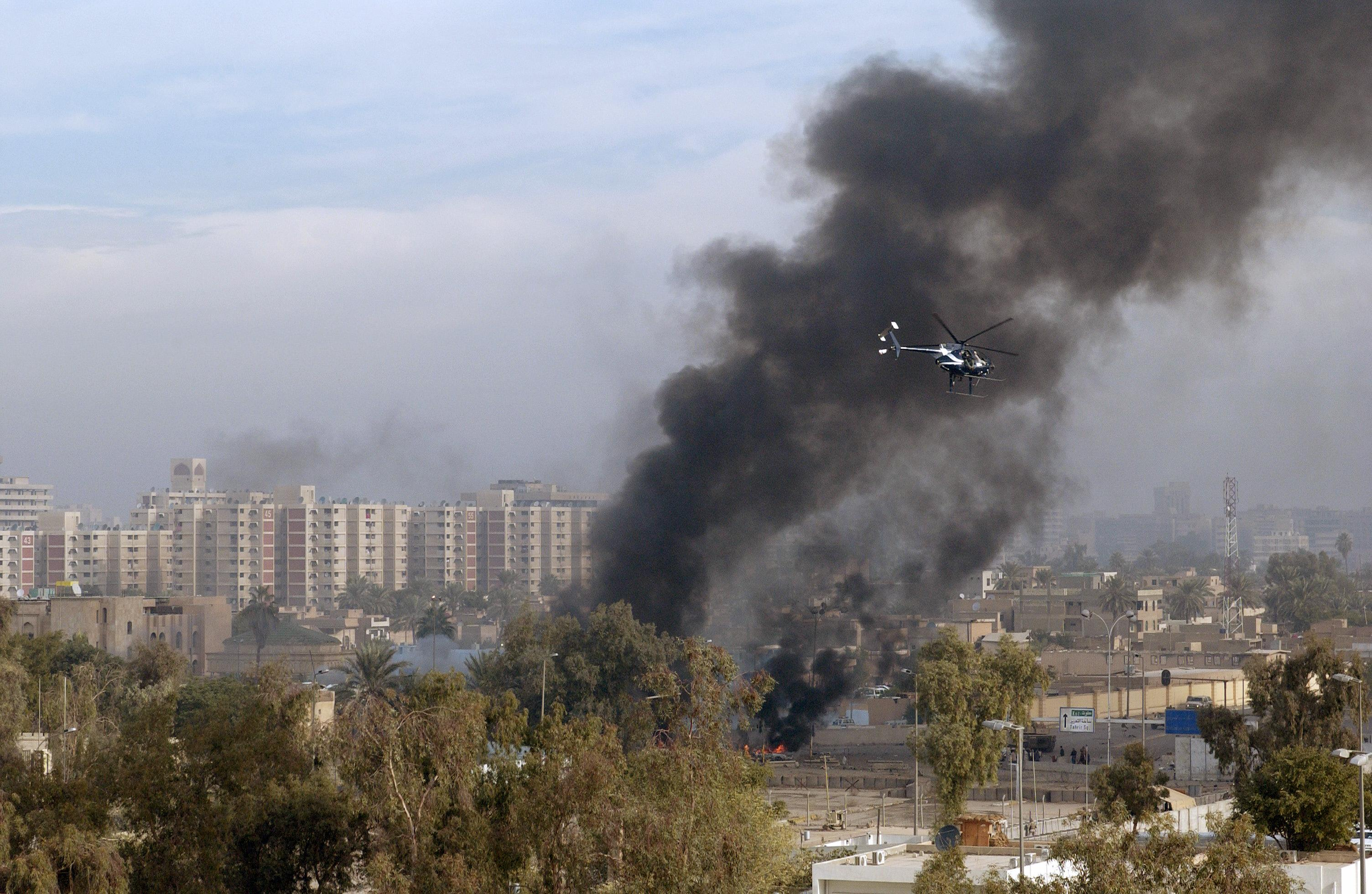
Helicóptero de Blackwater sobrevuela el lugar de un ataque a las fuerzas de la coalición en Bagdad.

A finales de 2006 había en Irak más de 100.000 contratistas militares de diversas nacionalidades prestando múltiples servicios al Departamento de Defensa de los Estados Unidos, sin contar a los posibles subcontratados. Su presencia, por tanto, era mucho mayor que la acontecida durante la Guerra del Golfo, en donde se estima que no llegaron a ser 10 000. A principios de 2008 eran ya más los contratistas empleados por los EE. UU. que soldados de ese país, pues que se estimaba que la cifra total había ascendido a 190.000.  Un informe del Congreso de los Estados Unidos señaló que un 20% del dinero gastado por su país en Irak en el periodo 2003 - 2007, aproximadamente 85.000 millones de dólares, se había empleado en contratar servicios a empresas militares privadas.
Las empresas más importantes que operan el Irak se agruparon en la Private Security Company Association of Iraq (asociación de compañías de seguridad privada en Irak) cuya función es regular y discutir asuntos de interés empresarial para y que afecten a las PMC. Su relación es muy estrecha con el gobierno local y las fuerzas de la coalición.

### Estatus jurídico en Irak
El 27 de junio de 2004, Paul Bremer, justo antes de abandonar la jefatura de la Autoridad Provisional de la Coalición, firmó la Orden número 17, que definía en el anexo 4 el estatus jurídico de los contratistas en Irak. Dicha ordenanza generó controversia al conocerse, ya que permitía que los contratistas no estuvieran sujetos a las leyes y regulaciones iraquíes, teniendo inmunidad frente a procesos locales siempre y cuando se ajustaran por lo establecido en su contrato. En octubre de 2007, un mes después de la muerte de 17 civiles, el gobierno iraquí aprobó una ley para retirar la inmunidad a los contratistas, lo que en la práctica deroga la Orden número 17 de la autoridad provisional.

### Sucesos polémicos
Desde los primeros meses de la ocupación de Irak han sido varios los acontecimientos de gravedad en los que empresas militares privadas se han visto involucradas:
- Durante los años 2003 y 2004, al menos seis contratistas de las empresas CACI y Titan Corp. podrían estar implicados en el escándalo de torturas y vejaciones en la prisión de Abu Ghraib.[7]
- El 31 de marzo de 2004, cuatro contratistas de la empresa Blackwater USA fueron asesinados por insurgentes en Faluya, cuando se dirigían a la ciudad. Posteriormente fueron mutilados y quemados, exhibiendo los cadáveres por las calles y colgándolos de un puente sobre el río Éufrates.[8]
- El 27 de octubre de 2005 se hizo público un video en donde unos contratistas de la empresa Aegis disparaban impunemente a conductores iraquíes mientras sonaba música de Elvis.[9]
- En septiembre de 2007, el gobierno iraquí retiró temporalmente la licencia a Blackwater tras la muerte de 17 civiles. El suceso se produjo tras un ataque insurgente, iniciándose una refriega con fuego cruzado en donde, presuntamente, los contratistas hicieron uso indiscriminado de la fuerza.[10][11] En abril de 2008, el Departamento de Estado de los EE. UU. renovó su licencia con esta empresa por el periodo de un año.[1] Los cargos imputados contra cinco contratistas de Blackwater involucrados en el incidente fueron anulados en enero de 2010 por un juez federal de los Estados Unidos al considerar que vulneraban sus derechos constitucionales.[12]

### Bajas totales
La página web iCasualties, utilizando diversas fuentes oficiales, señalaba que a 21 de julio de 2008 habían fallecido en Irak 444 contratistas de diversas nacionalidades. En esta cifra se incluían, además de personal de seguridad, otros trabajadores dependientes o subcontratados por las empresas militares, como pudieran ser mecánicos, conductores o médicos. La primera causa de muerte son las emboscadas o ataques de los insurgentes utilizando bombas y minas, pero también se registra un número notable de bajas por fuego amigo o en accidentes.

## Presencia enAfganistán
A fecha diciembre de 2009 se encontraban en suelo afgano un total de 104.000 contratistas privados en apoyo de las operaciones de Estados Unidos en la Operación Libertad Duradera. Sus cometidos son muy diversos, desde el entrenamiento de fuerzas locales, la reconstrucción o defensa de instalaciones.

## Contratación de personal
Las PMC, dados los servicios que prestan, demandan personal con un alto grado de entrenamiento y conocimiento en manejo de armas y situaciones de combate, por lo que se nutren principalmente de antiguos soldados de élite. En los últimos años, con un crecimiento significativo del negocio de las empresas militares, han sido numerosos los cuerpos de élite que se han visto afectados por la pérdida de efectivos que han pasado al sector privado. Entre ellos estarían los SAS británicos, los boinas verdes norteamericanos y el JTF-2 canadiense. Uno de los alicientes de las empresas privadas frente a las unidades de élite es el sueldo, ya que un contratista en Irak podría ganar entre 600 y 1000 dólares diarios.